# Spleen (musicien)
Pour les articles homonymes, voir Spleen et Ojong.
Spleen, né Pascal Oyong-Oly en 1982, est un rappeur, beatboxer, chanteur et musicien français.

## Biographie

### Jeunesse
Né dans une famille d’immigrés camerounais en région parisienne, d'un père ingénieur électronique, il s'intéresse d'abord au handball (qu'il veut pratiquer à haut-niveau), sans succès. Il décide alors d'être musicien, influencé par James Brown qu'il a vu en concert lors d'une fête de la musique.

### Formation
Rappeur, compositeur, human beatbox, Spleen est découvert par Raphaël Hamburger et Marc Lumbroso, le producteur du label Remark Records. Il remporte le concours CQFD des Inrockuptibles en 2005 qui voit en lui « un cas de cyclothymie musicale rarement croisé dans nos contrées »,. Il refuse de signer chez une major et autoproduit alors un premier album, She was a girl, crée le label Black & White Skin et participe à la bande originale du film Les Poupées russes de Cédric Klapisch.

### Carrière
Son second album, Comme un enfant, paraît en 2008 chez Universal. Le public y retrouve le mélange d'influence habituel mêlé aux univers de nombreux artistes invités comme TV on the Radio, Keziah Jones, Antony and the Johnsons, CocoRosie, Yael Naim ou Pauline Croze. Il réalise lui-même les clips de cet album.
Après diverses participations au théâtre, au cinéma et à la télévision en 2009, il écrit et met en scène un opéra rock revisitant l'histoire de Roméo et Juliette. The Story Of A Sad Loving Man est monté avec de nombreux proches comme Yael Naim, Hugh Coltman, Cécile Cassel, Sara Forestier. La même année, il apparait dans On n'est pas couché où il a une altercation avec le chroniqueur Éric Zemmour.
En octobre 2013, il sort Voices, album autoproduit, financé en partie par le financement participatif.

### Participation à The Voice 3
En 2014, il participe à la troisième saison de The Voice, la plus belle voix où il intègre l'équipe de Mika, avec la chanson Toxic de Britney Spears. Il crée la surprise en demandant à une petite fille désignée au hasard dans le public de choisir à sa place l'équipe qu'il devrait intégrer, et rejoint par conséquent l'équipe de Mika. Il est éliminé au premier prime time, face à Kendji Girac et Caroline Savoie. En juillet, il collabore avec Michel Gondry sur la chanson Beautiful de son album,.

### Accusations d'agressions sexuelles et de viols
En 2020, il est accusé d'agressions sexuelles et de viols par plusieurs femmes, à la suite de la publication d'une enquête de Julien Chavanes avec Benjamin Monnet dans le magazine Neon. Il est mis en examen, en février 2021, pour viols, agressions sexuelles et harcèlement moral sur trois femmes. Le 6 avril 2023, il attaque en diffamation l'une de ses accusatrices, attaque qualifiée de Procédure-bâillon par l'avocate de celle-ci.

## Discographie
- 2005 : She Was A Girl
- 2008 : Comme un enfant
- 2013 : Voices

## Filmographie

### En tant qu'acteur

#### Télévision
- 2004 : Nos vies rêvées de Fabrice Cazeneuve
- 2010 : Mes chères études d'Emmanuelle Bercot
- 2013 : Jo

#### Cinéma
- 2005 : Franckie de Fabienne Berthaud
- 2009 : Un envol de Simon Wallon, court-métrage

### En tant que musicien
- 2005 : Les Poupées russes de Cédric Klapisch
- 2010 : L'Épine dans le cœur de Michel Gondry

### En tant que réalisateur
- 2013 : Je suis un beau souvenir[19] de Spleen, court-métrage

## Théâtre
- 2002 : Roméo et Juliette de William Shakespeare, mise en scène d'Irina Brook, Théâtre de Chaillot, tournée
- 2004 : Haïti Chérie d'après Maryse Condé, mise en scène de Romain Picolet
- 2005 : William Burroughs surpris en possession du chant du vieux marin de Samuel Taylor Coleridge de Johny Brown, mise en scène de Dan Jemmett, Théâtre des Abbesses
- 2010 : The story of a sad loving mad de Spleen, La Cigale
- 2010 : Roméo et Juliette de William Shakespeare, mise en scène d'Alexis Michalik, Ciné 13 Théâtre, Festival off d'Avignon, Comédie des Champs-Élysées